# Ercole III d'Este
Ercole III d'Este (Modena, 22 november 1727 - Treviso, 14 oktober 1803) was van 1780 tot 1796 hertog van Modena en Reggio. Hij was de laatste telg van het huis Este. Zijn ouders waren hertog Francesco III d'Este en Charlotte van Orléans, dochter van Filips II van Orléans.
Napoleon Bonaparte bezette Modena-Reggio in 1796 en vormde de staat om tot de Cispadaanse Republiek. Ercole verliet zijn land en kreeg ter compensatie bij het Verdrag van Campo Formio de voormalig Oostenrijkse Breisgau en Ortenau toegewezen, die hij echter weigerde.
Ercole was vanaf 1741 getrouwd met Maria Teresa Cybo - Malaspina (Novellana 29-06-1725 - Reggio Emilia 29-12-1790) zij kregen 1 dochter.
Ercole overleed in 1803 in ballingschap en aangezien hij geen zoons naliet stierf daarmee het geslacht Este uit. Zijn erfelijke rechten gingen over op zijn dochter Maria Beatrice, die getrouwd was met aartshertog Ferdinand van Oostenrijk. Hun zoon Frans IV kreeg in 1814 na de napoleontische bezetting het hertogdom weer in handen.